# Maksymilian Klinicki
Maksymilian Klinicki vel Marian Kwiatkowski pseud. Wierzba 2, Topola 2 (ur. 13 stycznia 1916 w Brodnicy, zm. 11 grudnia 1984 tamże) – major piechoty Wojska Polskiego, Polskich Sił Zbrojnych i Armii Krajowej, cichociemny.

## Życiorys
Maksymilian Klinicki nie ukończywszy gimnazjum w Brodnicy zgłosił się ochotniczo do Wojska Polskiego. Od 1936 roku jako podoficer zawodowy, w 1939 roku – w 67 pułku piechoty.
We wrześniu 1939 roku brał udział m.in. w obronie Przemyśla służąc w Ośrodku Zapasowym 4 Dywizji Piechoty. Przekroczył granicę polsko-węgierską 17 września 1939 roku. Był internowany na Węgrzech. W maju 1940 roku znalazł się w Syrii, gdzie została sformowana Samodzielna Brygada Strzelców Karpackich, z którą walczył m.in. w bitwach o Tobruk i o Gazalę. Następnie służył w 3 Dywizji Strzelców Karpackich, w tym czasie uczył się w Szkole Podchorążych Piechoty i Centrum Wyszkolenia Armii, przeszedł kurs dowódców oddziałów szturmowych.
Po przeszkoleniu w dywersji został zaprzysiężony 14 lutego 1944 roku w Oddziale VI Sztabu Naczelnego Wodza i przeniesiony do Głównej Bazy Przerzutowej w Brindisi we Włoszech. Zrzutu dokonano w nocy z 30 na 31 maja 1944 roku w ramach operacji „Weller 30” dowodzonej przez mjr. naw. Eugeniusza Arciuszkiewicza. Dostał przydział do oddziału partyzanckiego „Grom” (Kedyw Okręgu Kraków AK) na stanowisko dowódcy oddziału. Brał udział w walkach o Republikę Pińczowską, m.in. 26 lipca pod Sielcem z policją niemiecką i ukraińską. Po połączeniu „Gromu” ze „Skokiem” był dowódcą połączonego oddziału „Grom-Skok”. Prowadząc ten oddział na koncentrację 1 sierpnia 1944 roku stoczył pod Goszczą bitwę przerwaną przez atak niemieckiego myśliwca. Od sierpnia walczył jako dowódca 3 kompanii samodzielnego batalionu partyzanckiego „Skała”. Od 1 stycznia 1945 roku pełnił obowiązki dowódcy tego batalionu. Na początku 1945 roku został aresztowany przez UB. 15 września umorzono postępowanie karne prowadzone przeciw niemu.
Powrócił do rodzinnej Brodnicy. W latach 1946–1949 był tam współwłaścicielem „Sklepu Bławatów i Galanterii”. Później pracował w Zakładach Mięsnych jako zaopatrzeniowiec (1949–1950), Gminnej Spółdzielni „Samopomoc Chłopska” w Górznie jako referent ds. kontraktacji (w 1950 roku), w Zakładach Zbożowo-Młynarskich PZZ Zespół Spichrzy i Młynów w Nowym Mieście Lubawskim jako starszy ekonomista (1950–1981). Od 1982 roku był na emeryturze.
Został pochowany na cmentarzu parafialnym w Brodnicy.

## Odznaczenia
- Krzyż Srebrny Orderu Virtuti Militari nr 13542[1]
- Krzyż Walecznych – 19 lutego 1942 roku za udział w bitwach o Tobruk i Gazala, 25 września 1944 roku i 17 stycznia 1945 roku
- Srebrny Krzyż Zasługi z Mieczami – 1 września 1944 roku.

## Życie rodzinne
Był synem Franciszka, robotnika, i Marianny z domu Gołembiewskiej. W 1953 roku ożenił się z Małgorzatą Truszczyńską (ur. w 1917 roku), z którą miał dwoje dzieci: Wiesławę (ur. w 1954 roku) i Janusza (ur. w 1958 roku).